# Boven-Digoel
 (mai 2022).
Si vous disposez d'ouvrages ou d'articles de référence ou si vous connaissez des sites web de qualité traitant du thème abordé ici, merci de compléter l'article en donnant les références utiles à sa vérifiabilité et en les liant à la section « Notes et références ».
Boven-Digoel était un camp de prisonniers dans les Indes orientales néerlandaises dans lequel furent internés des nationalistes indonésiens et des communistes entre 1928 et 1942. Le site était situé à la source du Digul dans une zone isolée de la Nouvelle-Guinée, entouré par des centaines de kilomètres de jungle peuplée par des tribus hostiles. Parmi les personnes internées dans ce camp, il y a eu Marco Kartodikromo, Mohammad Hatta ou Sutan Sjahrir.